# Lauren Molengraaf
Lauren Molengraaf, née le 5 octobre 2005 à Capelle aan den IJssel (Capelle-sur-l'Yssel), est une coureuse cycliste néerlandaise, spécialisée à la fois dans le cyclisme sur route, en cyclo-cross et VTT. Elle fait partie de l'équipe World Tour FDJ-Suez depuis 2024.

## Carrière
Lauren Molengraaf oriente ses débuts dans le cyclisme en direction du cyclo-cross. Lors de sa 1re année junior, elle termine ainsi à la 3e place de la coupe du monde durant l'hiver 2021-2022. 
Lors de la saison VTT 2022, elle remporte le titre de relais mixte lors des championnats d'Europe.
L'hiver 2022-2023, elle remporte le titre junior. Elle est alors sélectionnée dans l'équipe de relais mixte (composée de 1 élite, 1 espoir et 1 junior tant chez les hommes que les femmes) qui remporte le titre de championne du monde 2023.
Sur route, elle passe professionnelle en 2024 après avoir rejoint les rangs de la FDJ-Suez. Pour la saison de cyclo-cross elle roule cependant pour l'équipe Intermarché-Circus

## Palmarès sur route

### Par année
- 2023
  - 3e du championnat des Pays-Bas sur route juniors
  - 7e du championnat d'Europe sur route juniors

## Palmarès en cyclo-cross
- 2021-2022
  - 2e du championnat des Pays-Bas de cyclo-cross juniors
  -  Médaillée de bronze des championnats du monde de cyclo-cross juniors
  - 3e de la Coupe du monde de cyclo-cross juniors
- 2022-2023
  -  Championne du monde de cyclo-cross en relais mixte
  -  Championne d'Europe de cyclo-cross juniors
  -  Championne des Pays-Bas de cyclo-cross juniors
  - Classement général de la Coupe du monde juniors
    - Coupe du monde de cyclo-cross juniors #1, Tábor
    - Coupe du monde de cyclo-cross juniors #2, Maasmechelen
    - Coupe du monde de cyclo-cross juniors #3, Zonhoven
    - Coupe du monde de cyclo-cross juniors #4, Benidorm

  - 7e du championnat du monde juniors
- 2023-2024
  - 2e du championnat des Pays-Bas de cyclo-cross espoirs
  - 7e du championnat du monde de cyclo-cross espoirs

## Palmarès en VTT

### Championnats d'Europe
- Anadia 2022
  -  Championne d'Europe du relais mixte